# آب‌انبار مهران کوشک
آب‌انبار مهران کوشک ، آب‌انباری است مربوط به دوره قاجار که که در روستای مهران کوشک از توابع دهستان باغستان بخش مرکزی شهرستان فردوس واقع شده‌است. این اثر در تاریخ ۷ خرداد ۱۳۸۶ با شمارهٔ ثبت ۱۹۱۱۵ به‌عنوان یکی از آثار ملی ایران به ثبت رسیده است.